# Feledékeny Emberek Hozzátartozóinak Társasága
A Feledékeny Emberek Hozzátartozóinak Társasága (FEHT) magyarországi nonprofit szervezet, egyesületi formában alapított közhasznú szervezet.
Teljes neve: Feledékeny (Alzheimer-kórral és más emlékezetzavarral élő) Emberek Hozzátartozóinak Társasága. Neve angolul: Hungarian Alzheimer Society. A Nemzetközi Alzheimer Társaság (Alzheimer's Disease International, rövidítve ADI) 84 nemzeti tagszervezetének egyike (évek óta, 2017-ben is).
Kiemelt fontosságú feladatának tartja az Alzheimer-kórral és más demenciával élők, valamint gondozóik sokoldalú támogatását és érdekvédelmét. 

## Szervezete
Az egyesület  szervei: 
- a közgyűlés,
- az elnökség,
- a tanácsadók testülete (szakmai tanácsadó jogkörrel).

A szervezet tevékenységét három főből álló elnökség irányítja. Tagjai: az elnök (Himmer Éva) és a két alelnök.

## Céljai, tevékenysége
Alapítása, 1999 óta az egyesület legfőbb célkitűzése a demens személyek és gondozó családtagjaik jó életminőségének, hosszantartó szeretetteljes gondozásának-ápolásának segítése. Céljai között szerepel, hogy a lakosság széles köreivel megismertesse a demenciával kapcsolatos tudnivalókat, eloszlassa e betegségekkel kapcsolatos tévhiteket és elérje, hogy a demenciát hazánkban is tekintsék kiemelt egészségügyi prioritásnak.
Fontos feladatának tekinti, hogy a gyakorlatban is segítséget nyújtson az érintettek számára. Ennek érdekében a következőket biztosítja:
- tájékoztatás, tanácsadás;
- személyes és csoportos konzultáció;
- gyakorlati és érzelmi segítségnyújtás;
- ápolói-gondozói képzések;
- a betegek és gondozóik érdekképviselete a kormányzati és döntéshozói szervekkel szemben

A társaság együttműködik pszichiáter-neurológus-geriáter szakemberekkel, az egészségügyi és szociális hálózattal, hazai és nemzetközi szervezetekkel. Javaslatokat fogalmaz meg a kormányzat részére, többek között az Alzheimer-kórral élők rendezetlen egészségügyi-szociális helyzetének megoldása érdekében. Régóta szorgalmazza, hogy – a ENSZ Egészségügyi Világszervezete (WHO) és a Nemzetközi Alzheimer Társaság ajánlásainak megfelelően – Magyarországon is mielőbb létrejöjjön a nemzeti demencia stratégia.

## Programok, projektek
Az egyesület többek között szakmai konferenciák, emlékkoncertek, figyelemfelhívó kampányok szervezésével foglalkozik. Konkrét csoportos foglalkozásokat is ajánl a hozzá forduló érintett személyeknek. Ennek egyik formája volt 2000–2005 között a memória klub, amelyet azonban "megfelelő helyiség és finanszírozás hiányában" nem tudtak tovább működtetni.
- Az egyesület 2001 óta minden évben megszervezi az Alzheimer-világnap (szeptember 21.) eseményeit. A betegséget övező tévhitek eloszlatásának jegyében rendezi meg a Memória Híd elnevezésű koncertjeit, illetve kampányát.
- Részt vesz a nemzetközi Alzheimer-konferenciákon. 2012-ben elnyerte az ADI 31. Alzheimer Világkonferenciájának rendezési jogát és egyik szervezője volt a Budapesten 2016-ban megtartott rendezvénynek.[3]
- A 2016. évi világkonferencia alkalmából a társaság nyolc pontból álló javaslatot tett a kormányzat részére a demenciával élő személyek helyzetének javítására, valamint a megelőzés érdekében szervezett Globális agybarát közösség elnevezésű kezdeményezés támogatására.
- Honlapján lehetővé teszi a segítségre szoruló személyek jelentkezését, közli kiadványait és egyes programjait. Az Aktualitások-oldal frissítése azonban a 2014. évi világnap óta szünetel (2017. szeptemberben).[4]